# N173 (België)
De N173 is een gewestweg in de Belgische provincie Antwerpen en verbindt de N1 in Berchem bij Antwerpen met de N171 in Kontich. De totale lengte van de weg bedraagt ongeveer 6 kilometer.
De N173 is over de volledige lengte uitgevoerd als 2x2-weg met middenberm, behalve het deel ten noorden van de Prins Leopoldlaan-Floraliënlaan. Daar is de rijweg te smal voor 2 echte rijstroken. Tussen de N1 en de R11 ligt het fietspad op de middenberm. Ten zuiden van de R11 is er een snelheidsregime van 70km/u in de bebouwde kom. Omdat er 2 rijstroken in elke richting zijn, is oversteken een hachelijke onderneming. De wegbeheerder, Agentschap Wegen en Verkeer (AWV), heeft er daarom voor gekozen geen oversteekplaatsen te markeren (zebrapaden). De Fietsersbond Edegem vindt dat AWV daarmee het probleem negeert in de plaats van het op te lossen. De Fietsersbond stelt voor om de weg in te richten volgens het LARGAS-principe.